# Дмитровський кремль
Дмитровський кремль — кремль у місті Дмитров Московської області. Зараз на його базі функціонує музей-заповідник «Дмитровський кремль»

## Історія
Дмитров був заснований у 1154 як фортеця на кордоні Володимиро-Суздальського князівства. Тоді ж були насипані і його перші фортечні вали. Спочатку вони мали 2 метри заввишки, але потім їх кілька разів досипали і у 1647 їх висота склала 15-23 метри.
У 1509 розпочалось будівництво кам’яного Успенського собору Дмитровського кремля. У його будівництві бере участь славетний ростовський архітектор Георгій Борисов. Його будівництво завершилось у 1533. У конструкцію собору увійшли залишки стін більш раннього будинку, який був зведений ще за княжіння Петра Дмитровича (1389—1428). 
 
На кошти дружини власника фабрики «Покровська мануфактура» Є.А.Ляміної у Дмитровському кремлі збудована кам’яна Елизаветинська церква за проектом російського архітектора К.С.Родіонова.

## Історія музею
У 1915 створений Союз Дмитровських кооперативів при якому було вирішено створити Музей кооперації та Музей товарів, місцевих промислів та виробництв.
20 листопада 1916 виник план створення музею батьківщинознавства – такий термін широко вживався в період виникнення краєзнавства.
21 січня 1917 в музей надходить колекція фотографій з видами міста зроблених М.С. Померанцевим. Вслід за цим до музею починають надходити різні антикварні речі. Восени 1917 року було призначено першого завідувача музею  Михайла Миколайовича Тихомирова, який починає формувати майбутні колекції.
1 травня 1918 відкрита перша виставка музею яка нараховувала 80 експонатів та 200 томів бібліотеки. Серед перших відвідувачів музею виявився філософ та теоретик анархізму Петро Олексійович Кропоткін, який у 1918 році поселився в Дмитрові.
Наприкінці серпня 1918 музей розташовувався у будинку князя Гагаріна.
У 1921-1931 музей проводив комплексне дослідження краю, проводив експедиції, археологічні розкопки, видавав «Труди музею Дмитровського краю». Завдяки участі музейників у закритті храмів вдалось врятувати чимало цінних реліквій. У грудні 1926 рішенням обласної влади музей-садиба Ольгово закриті. Для філії Дмитровського краєзнавчого музею залишена частина приміщень. Але вже у 1928 всі експонати були переміщені у Дмитров.
З 12 листопада 1923 музей Дмитровського краю отримав назву «Державний показовий музей місцевого краю» і перейшов на фінансування з державного бюджету.
У 1926 музей переміщають у будівлю Борисоглібського монастиря, звідки ще в роки війни виселили чоловічу братію, щоб поселити монахинь-втікачок із Західної України.
У 1931 році Раднарком приймає рішення про будівництво каналу Москва-Волга, управління будівництвом вирішено розмістити у Дмитрові. У 1932 році будівлю Борисоглібського монастиря, де розташовувався музей передали Управлінню будівництвом каналу Москва – Волга. Оскільки керівництво музею противилось переміщенню експозиції в Успенській Собор директора музею Кирила Олексійовича Соловйова було арештовано за сфабрикованою справою.
1932 року для віруючих було закрито Успенській собор, а експонати та фондові колекції музею були викинуті на сніг. Весною 1933 експонати переміщені в Успенській собор, де музей перебував до 2001 року.
У 1930-ті експозиція музею набула яскраво вираженого ідеологічного забарвлення. Основним завданням виставки, яка була в музеї – показати успіхи в розвитку сільського господарства.
27 листопада 1941 найцінніші експонати музею евакуюються в Івановську область, частину експонатів перед самим від’їздом було замуровано в підвалі собору. Однак вже в квітні 1942 музей повертається з евакуації. У роки війни музей не закривається, а підвали Успенського собору слугують бомбосховищем.
У 1961-1965 відбулись масштабні реставраційні роботи у будівлі Успенського собору, відновлений верхній ярус та шпиль дзвіниці, видалені 4 прогнилих підкупольних барабани та шатра.
До 1980 з нагоди Московської Олімпіади в музеї відбувається реекспозиція, він стає більш привабливим для відвідувачів.
У 1984 Дмитровський краєзнавчий музей перейменовується в Дмитровський історико-художній музей. У 1986 ліквідована як фізично та інформаційно застаріла експозиція відділу «Природа Дмитровського краю», а замість неї відкрито виставковий зал. У 1991 у зв’язку з проханням громади віруючих та майбутньою передачею Успенського собору в користування РПЦ музею передані будівлі на території Історичної площі (комплекс громадських споруд, Елизаветинська церква, Дворянське зібрання, дім№1) та почато поетапне звільнення Успенського собору.
У 1992 міська рада оголосила територію Дмитровського городища заповідною зоною та закріпила її за Дмитровським історико-художнім музеєм. Межа заповідної території встановлена по зовнішньому контуру валу.
У 1993 будівля елизаветинської церкви та Олександрівської каплиці передані церковній громаді Успенського собору. У травні 1993 Дмитровський історико-художній музей реорганізовано в Дмитровський історико-культурний та природно-ландшафтний центр. У лютому 1996 утворено «Музей-заповідник «Дмитровський кремль».
У 2000 розпорядженням Міністерства культури РФ та Міністерства державного майна РФ Московській епархії РПЦ передано будівлю Успенського собору з якого було виведено експонати музею. Того ж року був розроблений план благоустрою території Дмитровського кремля і почалась його реалізація. Влітку 2000 року на території кремля почались широкомасштабні археологічні розкопки.
У 2001 почалась реконструкція будівлі Дворянського зібрання з метою розміщення там експозиції художніх виробів. У 2002 музей повністю звільнили Успенський собор. У листопаді 2002 відбулась закладка нового музейно-виставкового комплексу на вулиці Загорській. 30 серпня 2003 відкриті експозиційні зали художніх колекцій у приміщенні Дворянського зібрання.

## Будівлі кремля
Загальна довжина овального в плані валу 990 метрів. Вздовж зовнішньої сторони проходив рів, з півночі та північного заходу до них підходило болото. Відновлений фрагмент рову можна бачити біля південного боку фортеці. Доступ на вал є вільний і він є чудовим оглядовим майданчиком. У кремлі знаходиться найдавніша архітектурна споруда Дмитрова – Успенський собор збудований у 1507-1512 рр. Інші будівлі не такі древні. Зліва від собору (якщо стояти до нього спиною) знаходиться будівля гімназії (1915). Справа адміністративний комплекс початку ХІХ ст.: казначейство, флігелі та в’язниця. На вулиці Загорській розташовано новий музейно-виставковий комплекс. Також виділяється Елизаветинська церква 1898 р. Також на території кремля є старі дерев’яні будиночки, штучний ставок, який існує ще з ХІІ століття з мостом, який виготовлений з підков. Поруч лежить камінь об який, за легендою, спіткнувся кінь Юрія Довгорукого. Щоправда сам валун тут з’явився лише у 2005.

## Будівлі музею
- Музейно-виставковий комплекс

Будівля Музейно-виставкового комплексу розташовано в історичній центрі Дмитрова на перехресті вулиць Загорської та Пушкінської, у 200 метрах на південь від пам’ятника історії та культури федерального значення – валів Дмитровського кремля, на місці давнього посаду. Будівля МВК збудована у 2004 році, включає адміністративні приміщення, експозиційно-виставкові зали площею 1500 квадратних метрів, фондосховище.

- Дворянське зібрання

Двоповерхова будівля дворянського зібрання побудована між 1877 та 1888 роками  для розташування там військових частин. На баланс музею будівля перейшла у 2003 році. Сьогодні там розташована експозиція музею а в цокольному приміщенні розташовано фондосховище.

- Ансамбль громадських місць

Ансамбль громадських місць включає будівлю Казначейства де розташована експозиція Історія Дмитровського краю з найдавніших часів до початку XVIII століття».

- Музейна вітальня була збудована наприкінці ХІХ століття і досі входить в єдиний охоронний комплекс дерев’яних будівель ХІХ століття. У будинку проводяться концерти, тематичні вечори, освітні програми.

- Будинок Кропоткіна (Олсуф’єва) збудований у 1896 році. Саме тут з 1918 року до самої смерті у 1921 році жив Петро Олексійович Кропоткін. На жаль меблі, якими користувався П.О. Кропоткін втрачені.

## Колекції музею
Загалом фонди музею нараховують понад 38 000 одиниць зберігання, які поділені на ряд тематичних колекцій.
Зокрема колекція «Археологія» почала формуватись у 1928 році. Головними джерелами комплектування є археологічні розкопки на території музею. Великі розкопки проводились у 1930-1931, 1933-1934, 2001-2003 рр. Також охоронні розкопки проводились у 2008 та 2011 і у 2012 р на середньовічному селищі біля селища Ікша. Колекція нараховує 6000 предметів.
Колекція «Архів» нараховує 4000 одиниць зберігання та 31 фонд на понад 250 000 аркушів. Більшу частину фонда складають майново-господарські документи з Борисоглібського монастиря. Також тут є фонди монастирів: Миколо-Пешношського, Борисоглібського, Спасо-Блахернського.
Колекція «Графіка» нараховує 1500 одиниць зберігання, зокрема роботи Кампорезі Ф., Левестамм, Рокштуль А.П, Соколов П.Ф., Набоков Н.В., Васнецов А.М., Тимашевський О.І.

Колекція «Дерево (скульптура)» нараховує понад 50 одиниць зберігання і почала формуватись у 1920-1930-х роках коли на території Дмитровського району масово закривались храми та монастирі.

Колекція «Дерево» і «Кераміка» (етнографія) нараховує понад 400 одиниць зберігання. В її основі предмети матеріальної культури кінця ХІХ початку XX століття, зокрема курна хата, побутове начиння.

Колекція «Живопис (олія)» нараховує понад 500 одиниць зберігання і формується з 1925 року. Основу колекції склали полотна, які були в дворянських садибах Дмитровського повіту. Музей має найбільшу колекцію робіт французького художника, який працював в Росії Ш.-Б.Мітуара

Колекція «Живопис (темпера)» представлена 300 одиницями зберігання і почала формуватись у 1920-30-ті роки за рахунок ікон із церков, що закривались. Найдавніші ікони належать до XVI ст., це - «Свята Параскева П’ятниця з житієм», «Святитель Миколай Чудотворець», «Покров пресвятої Богоматері».

«Історико-побутова» колекція нараховує 800 одиниць зберігання. Містить як предмети побуту з дмитровських садиб, так і сувеніри, подарунки, радянських, російських та іноземних делегацій.

Колекція «Історія техніки» нараховує 200 одиниць зберігання та відображає розвиток технічної думки у різних сферах життя за останні 100 років.

Колекція «Картографія» нараховує 100 одиниць, у самостійну структуру була виділена у 2008 році.

колекція «Книги» нараховує 3500 одиниць зберігання, колекція почала формуватись у 1920-х роках за рахунок книг з садибних бібліотек.

Колекція «Мідне художнє литво» нараховує 100 одиниць зберігання. До її складу входять ікони, напрестольні хрести та хрести-тільники, ранні хрести-енклпіони, починаючи з ХІІ століття.

Колекція «Меблі», яка нараховує 150 одиниць зберігання є однією з найстаріших у музеї, адже почала формуватись ще до створення музею. Перший експонат до неї надійшов ще у 1917 році – дубова кована скриня. У колекції представлено як зразки дворянського побуту, так і церковні меблі.

Колекція «Метал побутовий» нараховує понад 1000 одиниць зберігання і включає предмети російського, західноєвропейського та східного виробництва.

Також у музеї представлена колекція «Метал церковний» яка нараховує понад 200 одиниць зберігання. Колекція комплектувалась предметами культу з церков, які закривались  у 1920-30-х роках.

Музей має багату колекцію «Нумізматика», яка нараховує 13000 одиниць, особливий інтерес являють удільні монети Петра Дмитровича, монети часів Івана Грозного, Золотоординські монети.

Колекція «Зброя» має 300 одиниць, її основу складають колекції, які надійшли з садиб Апраскіних, Ольгово, майстрів Османської імперії, Західної Європи, Росії.

100 одиниць зберігання є в колекції «Перламутр, каміння, кість» до неї увійшли предмети з приватних садиб, закритих церков, дарунки приватних осіб.

Колекція «Шкло» (понад 600 одиниць) зберігає вироби зі шкла російського та західноєвропейського виробництва XVIII – XX ст. 

Колекція «Тканини» нараховує понад 1700 одиниць і формувалась за рахунок предметів, які надходили з монастирів, які закривались: Борисоглібського, Миколо-Пешношського, Спасо-Влахернського.

Колекція «Фалеристика» нараховує 1000 одиниць зберігання які на початку надходили з садиб Апраксиних, Ольгово.

Музей має багату колекцію «Порцеляна» яка нараховує 1600 одиниць. Російська порцеляна найповніше представлена трьома підприємствами: Імператорський порцеляновий завод, заводи Гарднера та А. Попова (Дмитровський повіт).

Ще одна колекція, яка почала формуватись до заснування музею, -- «Фотографії», яка нараховує 1000 світлин. Більшість фотографій були передані приватними особами, також частини фотографій була зроблена в ході науково-дослідних експедицій.

Колекція «Фініфіть» (емаль художня) нараховує 100 одиниць, зокрема із церков Дмитровського району.

## Регламент музею
Музей знаходиться за адресою: Російська Федерація, Московська область, м. Дмитров, вул. Загорська, 17
Музей працює з 09.00 до 17.00 години, вихідні – понеділок та вівторок.
Офіційний сайт: www.dmmuseum.ru